# Jaime Salinas
Jaime Salinas López-Torres (Lima, 8 mars 1963 - ) est un homme politique péruvien. 

## Biographie
Jaime Salinas est le fils d'Isabel López-Torres de Salinas et du général de division EP Jaime Salinas Sedó. Il s'est présenté comme candidat à la présidence en 2006 aux élections présidentielles péruviennes pour son parti Justicia Nacional, dont il est le fondateur.